# Jonas Olsson (fotbollstränare)
Per Jonas Olsson, född 14 januari 1970 i Tuve församling i Göteborg, är en svensk fotbollstränare och före detta fotbollsspelare (försvarare).

## Karriär
Jonas Olsson började sin karriär i Tuve IF, men spelade under hela sin aktiva seniorkarriär för IFK Göteborg. Där vann han fyra SM-guld och spelade i Uefa Champions League.
2006 anställdes han, tillsammans med Stefan Rehn, av IFK Göteborg som huvudtränare den kommande säsongen. Under första säsong vann klubben sitt första SM-guld sedan 1996 (då han själv spelade i klubben).
Efter 2011 lämnade han klubben och blev säsongen efter huvudtränare för den norska klubben Sogndal. 

## Meriter

### Som spelare
- A-lagsmatcher i IFK: 239
- A-lagsmål i IFK: 14
- Sex SM-guld (1990, 1991, 1993, 1994, 1995 och 1996) med IFK Göteborg

### Som tränare
- SM-guld 2007 med IFK Göteborg